# 涅爾琴斯基扎沃德區
51°38′28″N 119°49′16″E / 51.641°N 119.821°E
涅爾琴斯基扎沃德區（俄语：Нерчинско-Заводский район），是俄羅斯的一個區，位於該國東部，由外貝加爾邊疆區負責管轄，始建於1926年1月4日，面積9,700平方公里，2010年人口10,782，人口密度每平方公里1.11人。